# Чаванпраш
Чаванпра́ш — пищевая добавка индийского происхождения. Основу составляет мякоть растения амла (Филлантус эмблика). Кроме него, в состав входит от 40 до 80 компонентов. По внешнему виду напоминает джем. Широко распространен в Индии благодаря предполагаемым целебным качествам. Используется в аюрведической медицине. Объём продаж в 2010 году составил около 80 млн. долларов США. Согласно легендам, впервые чаванпраш приготовил мифологический мудрец Чавана, который упоминается в «Риг-веде» как Чьявана (санскр. च्यवान), а также упоминается в «Махабхарате».